# Rionaposchreeuwuil
De rionaposchreeuwuil (Megascops roraimae napensis) is een ondersoort uit het geslacht Megascops en de familie Strigidae (uilen).  De vogel wordt ook wel als aparte soort beschouwd of als ondersoort van de marmerschreeuwuil.

## Verspreiding en leefgebied
Deze soort komt voor van de hellingen en afgelegen bergruggen van de oostelijke Colombiaanse Andes (en noordoostelijk tot Venezuela) zuidelijk tot ten minste Cochabamba in Bolivia.